# Андов, Стоян
Стоян Андов (макед. Стојан Андов; 30 ноября 1935, Кавадарци — 18 июня 2024, Скопье) — македонский политик, председатель Либеральной партии Македонии и бывший председатель Собрания — парламента Республики Македонии.

## Биография
Окончил экономический факультет в университете Скопья и магистратуру Белградского университета. В 1967—1970 годах был председателем собрания общины Кавадарцы. В 1970—1971 годах — председателем Республиканского центра идеологическо-политического образования в Скопье и членом Секретариата ЦК СКМ.
Позже был заместителем председателя правительства республики, членом македонской делегации в Соборе республик и краев Югославии и членом федерального правительства. В 1987—1991 годах — посол СФРЮ в Ираке.
Андов был весьма близок с югославским премьером-реформатором Анте Марковичем и по возвращении в Македонию создал здесь отделение его партии — Альянса демократических сил, вскоре переименованную в Либеральную партию. Председателем партии Андов остаётся до сих пор (в 1997—1999 годах — председатель Совета Либерально-демократической партии, в 1999—2001 годах — член Исполкома Либеральной партии). В 1999 году баллотировался на пост президента Македонии от ЛДП.
На парламентских выборах 1990 года, состоявшихся ещё до провозглашения македонской независимости, Либеральная партия Македонии получила 18 мест в парламенте. Андова избрали председателем Собрания Македонии. Долгое время он активно сотрудничал с посткоммунистами — Социал-демократическим союзом Македонии. В 1994 году СДСМ, либералы и социалисты создали избирательный блок «Альянс за Македонию», одержавший победу на очередных парламентских выборах. Андов вновь стал председателем Собрания, но уже в 1996 году коалиция распалась. Бывшие партнёры объясняли свой развод целым комплексом политических и экономических разногласий, но многие наблюдатели были склонны считать его раздражением СДСМ в связи с растущей популярностью Андова. В октябре 1995 года, после до сих пор не раскрытого покушения на президента страны Киро Глигорова, Андов стал исполняющим обязанности главы государства — и так эффективно справлялся с этими обязанностями, что сразу же после выздоровления Глигорова посткоммунисты сочли необходимым избрать на пост спикера своего представителя — Тито Петковского, будущего кандидата на пост президента страны.
В 2000 году вновь стал председателем парламента — после того, как его партия вошла в правительственную коалицию с партией ВМРО-ДПМНЕ. Занимал этот пост до 2002 года, когда к власти вернулся СДСМ. Сейчас является старейшим депутатом Собрания Македонии, а его партия входит в правительственную коалицию. Сам Андов заявил, что не будет баллотироваться на пост спикера и не хочет занимать министерских постов, так как «Македонии не нужны министры его возраста».
Вице-президент Либерального интернационала.
Умер 18 июня 2024 года в возрасте 88 лет в Скопье.

## Награды
- Орден «8 сентября» (6 сентября 2021 года)[5]